# Anadelphia scyphofera
Anadelphia scyphofera är en gräsart som beskrevs av Clayton. Anadelphia scyphofera ingår i släktet Anadelphia och familjen gräs.
Artens utbredningsområde är Zambia. Inga underarter finns listade i Catalogue of Life.